# Smash Legends
Smash Legends es un videojuego de acción multijugador en tiempo real desarrollado por 5minlab. Presenta personajes basados en cuentos de hadas, folclor y leyendas que pelean entre sí en peleas por equipos o individuales. Está disponible en Steam, iOS y Android, con la posibilidad de jugar con otros jugadores sin importar la plataforma.

## Sinopsis
Smash Legends es un concurso llevado a cabo para resolver el repentino conflicto que ha llegado al mundo de cuento de hadas, Mundo Biblioteca.
La pelea comienza ahora, donde los personajes de cuentos de hadas buscan conseguir sus propios objetivos personales a través del aclamado premio, "Write-O'-Light", un fragmento de luz que contiene el poder de hacer realidad el deseo de uno.

## Jugabilidad
Los jugadores eligen un personaje, llamados Leyendas, cada uno con su propia clase y conjunto de movimientos. Se obtiene experiencia y créditos para progresar y mejorar a las Leyendas, consiguiendo así pequeñas ventajas sobre otros jugadores.